# Gymnosporangium miyabei
Gymnosporangium miyabei är en svampart som beskrevs av G. Yamada & I. Miyake 1908. Gymnosporangium miyabei ingår i släktet Gymnosporangium och familjen Pucciniaceae.   Inga underarter finns listade i Catalogue of Life.